# ¿Bilbao?
¿Bilbao? es un documental español de 1960 dirigido por Policarpo Fernández Azcoaga (Sestao, 1929) acerca de la presencia de poblados chabolistas en el entorno de Bilbao.

## Argumento
A finales de la década de 1950, Bilbao era una ciudad industrial que atraía a miles de trabajadores en busca de un mejor porvenir. Debido a la escasez de viviendas y al precio de éstas, muchos trabajadores no tenían otra opción que construirse sus propias chabolas en las decenas de poblados chabolistas que rodeaban la villa. En 1960, el director, Policarpo Fernández Azcoaga, se adentró con su cámara alemana Eumig a cuerda, en alguno de estos poblados para registrar la realidad de estos asentamientos.
El cortometraje comienza mostrando algunas estampas del estilo de vida de los potentados bilbaínos en la Gran Vía o el Parque Casilda Iturrizar que el director señala como "lo conocido" para pasar después a "lo ignorado", imágenes de los poblados de Recalde, Monte Banderas, Uretamendi, Monte Cabras, las chabolas bajo el puente del funicular de Archanda, los campamentos de Torre Urizar, Olabeaga e Iturrigorri, o los grandes asentamientos frente a la Universidad de Deusto, en la  Campa de los Ingleses, lo que actualmente es el principal escaparate del nuevo Bilbao: Abandoibarra.
"¿Bilbao?" es, ante todo, un documental de denuncia social sobre una realidad tabú en aquella época. Un fenómeno, el chabolista, con las pésimas condiciones de vida de los forasteros que llegaban a Bilbao a trabajar, que avergonzaba mostrar en público a los bilbaínos.

## Curiosidades
Según cuenta su director, el rodaje de este documental surgió a raíz de una rabieta. Adquirió su cámara para realizar películas con motivos familiares. A finales de la década de 1950 presentó una cinta casera, "La balanza", en la que el protagonista era su hijo Ignacio con tres años y medio, al Certamen de Cine Amateur del Aeroclub de Bilbao. El jurador del concurso se decantó por un documental sobre Hamburgo que, según el director, no era merecedor de ese primer puesto. Así, se dispuso a realizar una película sobre la que a su juicio era "una de las grandes vergüenzas de Bilbao".
Así, Policarpo Fernández Azcoaga presentó la película "Bilbao?" al certamen de 1961. El jurado se mostró molesto e indignado por el hecho de que el director hubiera osado retratar esa parte de la realidad bilbaína. Fue la particular venganza de Policarpo Fernández Azcoaga por la, a su juicio, injusticia cometida con su cinta familiar el año anterior.

## Recuperación y exhibición
Debido a su alto valor histórico, en 2007 la Filmoteca Vasca, en colaboración con el Departamento de Cultural de la Diputación Foral de Vizcaya, recupera la cinta y la restaura. Para facilitar su exhibición, la cinta, que fue filmada en Super 8 mm, a color y sin sonido, se amplía a 35 mm. 
"¿Bilbao?" se exhibió en el Teatro Arriaga de la villa, en la sesión inaugural de la 49.ª edición del Festival Internacional de Cine Documental y Cortometraje de Bilbao (ZINEBI).